# Nina Katerli
Nina Katerli (San Petersburgo, 30 de junio de 1934- 20 de noviembre de 2023) fue una escritora, química, publicista y activista rusa.

## Biografía
Katerli estudió en el Instituto Tecnológico del Noroeste. Trabajó como tecnóloga química, tras lo cual se dedicó a la escritura ya actividades de derechos humanos. 
Katerli estuvo muchos años involucrada en actividades de derechos humanos y periodismo.
Fue miembro del PEN Club de San Petersburgo.
Publicó varios libros entre los que se encuentran:
- 1981, Okno, colección de historias.
- 1986, Postales a color, cuentos e historias.
- 1990, Kurzal, historia e historia.
- 1992, Sennaya Ploshchad.
- 1998, Originalmente, una historia documental.
- 2000, Tot svet, una historia.
- 2001, Sombrero rojo, una historia.
- 2001, Rukoyu mastera, colección de cuentos.
- 2001, Delo Nikitina.
- 2003, Diario de una muñeca rota.
- 2006, Diario de una muñeca rota.
- 2007, ¿Fuiste testigo del baño? El destino de una mujer.
- 2009, La lámpara mágica, una colección de cuentos.
- 2010, Haz lo que debes y sé lo que serás, una colección de artículos.
- 2014, Tierra beduina.